# Белоусовка (Чернухинский район)
Белоу́совка (укр. Білоусівка) — село,
Белоусовский сельский совет,
Чернухинский район,
Полтавская область,
Украина.
Код КОАТУУ — 5325180401. Население по переписи 2001 года составляло 452 человека.
Является административным центром Белоусовского сельского совета, в который, кроме того, входят сёла
Синяковщина и
Сухая Лохвица.

## Географическое положение
Село Белоусовка находится на берегу реки Лохвица,
выше по течению на расстоянии в 2,5 км расположено село Сухая Лохвица,
ниже по течению на расстоянии в 2,5 км расположено село Голотовщина.
Река в этом месте пересыхает, на ней сделано несколько запруд.

## Экономика
- Молочно-товарная ферма.
- ООО «Колос».

## Объекты социальной сферы
- Школа I—II ст.

## Известные люди
- Вишневский, Фёдор Степанович (1682—1749) — участник Северной войны, вельможа Российской империи, владелец Белоусовки.
- Мележик Василий Афанасьевич (1926-1945) — Герой Советского Союза, родился в селе Белоусовка.

## Достопримечательности
- Братская могила советских воинов.